# Гротон (селище, Нью-Йорк)
Гротон (англ. Groton) — селище (англ. village) в США, в окрузі Томпкінс штату Нью-Йорк. Населення — 2145 осіб (2020).

## Географія
Гротон розташований за координатами 42°35′0″ пн. ш. 76°21′35″ зх. д. / 42.58333° пн. ш. 76.35972° зх. д. (42.583430, -76.359860). За даними Бюро перепису населення США в 2010 році селище мало площу 4,50 км², з яких 4,50 км² — суходіл та 0,00 км² — водойми.

## Демографія
Згідно з переписом 2010 року, у селищі мешкали 2363 особи в 965 домогосподарствах у складі 587 родин. Густота населення становила 525 осіб/км². Було 1015 помешкань (225/км²).
Расовий склад населення:
| - 95,4 % — білих - 1,6 % — чорних або афроамериканців - 0,8 % — азіатів |

До двох чи більше рас належало 1,9 %. Частка іспаномовних становила 1,8 % від усіх жителів.
За віковим діапазоном населення розподілялося таким чином: 22,3 % — особи молодші 18 років, 61,7 % — особи у віці 18—64 років, 16,0 % — особи у віці 65 років та старші. Медіана віку мешканця становила 40,0 року. На 100 осіб жіночої статі у селищі припадало 88,4 чоловіків; на 100 жінок у віці від 18 років та старших — 84,6 чоловіків також старших 18 років.
Середній дохід на одне домашнє господарство становив 58 205 доларів США (медіана — 48 403), а середній дохід на одну сім'ю — 71 577 доларів (медіана — 61 875). Медіана доходів становила 44 205 доларів для чоловіків та 38 611 долар для жінок. За межею бідності перебувало 13,8 % осіб, у тому числі 20,4 % дітей у віці до 18 років та 11,2 % осіб у віці 65 років та старших.
Цивільне працевлаштоване населення становило 1212 осіб. Основні галузі зайнятості: освіта, охорона здоров'я та соціальна допомога — 34,8 %, виробництво — 11,6 %, роздрібна торгівля — 9,8 %, науковці, спеціалісти, менеджери — 8,3 %.